# 1247
1247 (MCCXLVII) a fost un an obișnuit al calendarului iulian.

## Evenimente
- 3 ianuarie: Ottokar Premysl devine margraf al Moraviei, care este astfel alipită Boemiei.
- 16 februarie: Începe războiul de succesiune al Turingiei.
- 16 iunie: Ayyubizii din Egipt cuceresc Tiberiada.
- 15 octombrie: Sultanul Egiptului ocupă Ascalon și Galilea; devenit stăpân al Damascului, luptă pentru controlul asupra Siriei cu vărul său, conducător al Alepului.

### Nedatate
- Egiptul preia controlul asupra Ierusalimului.
- Este emisă Diploma Ioaniților, prin care regele ungar Bela al IV-lea acordă Ordinului Ioaniților Banatul de Severin și alte posesiuni.
- Începe construcția catedralei Sfântul Mihail din Alba Iulia, regatul Ungariei; basilica cu trei nave și transept este construită stil romanic.
- Masacrarea catharilor din Montségur din ordinul regelui Ludovic al IX-lea al Franței.
- Papa Inocențiu al IV-lea trimite misionari în încercarea de a-i converti pe mongoli la creștinism.
- Stabilirea cavalerilor ioaniți în Transilvania de către regele Bela al IV-lea al Ungariei, în vederea protejării împotriva tătarilor.

## Arte, științe, literatură și filozofie
- Începe construcția catedralei romanice a Sf. Petru de la Beauvais.

## Nașteri
- Ioan II, viitor conte de Hainaut (d. 1304).
- Rashid al-Din, scriitor și istoric persan (d. 1318).
- Zhang Sanfeng, preot chinez taoist (d. ?)

## Decese
- 3 ianuarie: Vladislaus al III-lea margraf de Moravia (n. 1160)
- 31 august: Conrad I de Mazovia (n. 1187)

## Înscăunări
- 27 iulie: Haakon al IV-lea, rege al Norvegiei, încoronat la Bergen de trimisul papal.
- 3 octombrie: Wilhelm al II-lea conte de Olanda, încoronat ca rege al romanilor (?) de către susținătorii papali, aflați în competiție cu Frederic al II-lea de Hohenstaufen.
- Afonso al III-lea, rege al Portugaliei (1247-1279)

## Încheieri de domnie
- Sancho al II-lea, rege al Portugaliei, prin abdicare în favoarea fratelui său, Afonso al III-lea (1223-1247)